# Endre Bálint
Pour les articles homonymes, voir Bálint.
Endre Bálint (27 octobre 1914 – 3 mai 1986), né et mort à Budapest, est un peintre et graveur hongrois et l'une des figures les plus importantes de l'avant-garde hongroise.

## Biographie
- 1930-1934 : études à l'École d'art appliqué de Budapest (Iparművészeti Iskola)
- 1934-1936 : écoles privées de János Vaszary et Vilmos Aba-Novák
- 1936-1939 : séjours d'été à Szentendre, avec Lajos Vajda et d'autres amis
- 1945 : fondation du groupe École européenne
- 1947 : participation à l'exposition surréaliste de Paris
- 1957-1961 : Paris[2]

## Œuvre
Les œuvres d'Endre Bálint à ses débuts reflètent l'influence de Béla Czóbel, avec des compositions tourmentées et instables de motifs enserrés par d'épais contours sombres (Szobám Binderdorféknál « Ma chambre chez les Binderdorf », 1937). Sa série de linogravures Gyertyafénynél (« À la lueur des bougies », 1939-1941), où il exprime sa solidarité avec les Juifs persécutés, est précurseur de son style ultérieur caractéristique. À partir de ce moment, ses motifs se simplifient ; désormais, les visions mystérieuses et la présentation fragmentée, aux contours renforcés, de formes et d'objets sont porteurs d'angoisse, et les associations picturales de photomontages imprégnés d'humour sont des confessions d'un tragique grotesque.
Après la Seconde Guerre mondiale, Endre Bálint est l'un des membres les plus renommés du groupe d'artistes École européenne (1945-1948), qui a pour but la coopération entre les traditions artistiques de l'Ouest et de l'Est de l'Europe et leur renouvellement par l'art moderne.
À la fin des années 1940 et au début des années 1950, sous l'influence de l'Exposition internationale du surréalisme de 1947, ses peintures sont peuplées de créatures imaginaires. Au milieu des années 1950, il utilise la technique de montage en transparence de Lajos Vajda, avec les motifs qu'il utilisera plus tard : enseigne à tête de cheval, forme de roue, morceaux d'images de femmes souabes ou arabes.
Après la Révolution hongroise de 1956, il séjourne à Paris quelques années, et en 1959 il illustre la Bible de Jérusalem pour les éditions Labergerie (sous le nom André Balint). Dans les années 1960 et 1970, il peint ce qu'il appelle des « objets », en revêtant d'un contenu à la fois absurde et poétique, selon l'esthétique surréaliste et dadaïste, les objets quotidiens mis au rebut et les formes archaïques du passé : un fer à cheval, un morceau d'os, une chaîne.
La tradition de l'école surréaliste de Szentendre, la répétition, les variations et la synthèse harmonieuse de visions et images de rêves et de souvenirs, et en même temps une poésie délicate et réservée, sont caractéristiques de l'œuvre d'Endre Bálint.
Ses écrits et souvenirs, publiés en plusieurs tomes, sont une source d'information importante sur la vie artistique de son temps.